# Mátészalka

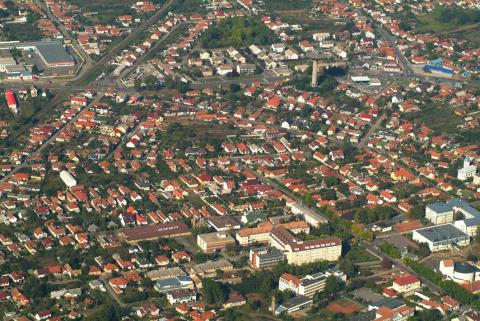
Flygbild över Mátészalka.

Mátészalka är en stad i distriktet med samma namn i provinsen Szabolcs-Szatmár-Bereg i nordöstra Ungern. Mátészalka hade år 2020 totalt 16 152 invånare.

## Vänorter
Mátészalka har följande vänorter:
- Carei, Rumänien
- Humenné, Slovakien
- Mukatjeve, Ukraina
- Oberkochen, Tyskland
- Vittoria, Italien
- Zevenaar, Nederländerna